# Dow (entreprise)
Dow est une entreprise américaine spécialisée dans la chimie. Elle est issue le 1er avril 2019 de la scission de DowDuPont, elle-même issue très peu de temps avant de la fusion entre Dow Chemical et DuPont. Elle regroupe au moment de sa scission les activités spécialisées dans les sciences des matériaux.

## Histoire
En juillet 2020, Dow annonce la vente des activités liées au transport ferroviaire à Watco Companies pour 310 millions de dollars.
En septembre 2020, Dow annonce la vente de certaines de ses activités de stockage dans le golfe du Mexique pour 620 millions de dollars à une coentreprise entre BlackRock et Royal Vopak.

## Activités
Dow est en 2021 la plus grande entreprise à l’échelle mondiale de produits chimiques. Elle produit annuellement 5,6 millions de tonnes de plastiques à usage unique.